# شعب الزاوي
قبيلة شعب الزاوي "Zo'é" (يعرفون أيضًا بـ«قبيلة الزواج») هم من السكان الأصليين لأمريكا الجنوبية «البرازيل» تحديدًا في ولاية بارا البرازيلية، يبلغ عدد هذه القبيلة حوالي 250 نسمة.